# III. Mohamed Samszudín
III. Mohamed Samszudín Iszkander szultán, kitüntették a Szent Mihály és Szent György lovagrend címével, (divehi: ސުލްޠާން މުޙައްމަދު ޝަމްސުއްދީން; született 1879 október 20-án, meghalt 1935. március 12-én), Ibrahim Núradín és Kakáge Ne Goma fia, a Maldív-szigetek szultánja volt első ízben 1893. május 7-től, majd újra 1902-től.

## Élete
Amikor apja, Ibrahim Núradín szultán meghalt, 14 évesen a legidősebb örökös volt, mégis csak akkor nevezték ki szultánnak, mikor a nyolc éves féltestvére, V. Mohamed Imádudín uralmát a népharag a Maldív-szigetek örökösödési törvényére hivatkozva megbuktatta. Samszudín trónra lépését részben Mohamed Didi Rana Baderi Kilegefanunak köszönhette, aki miniszterelnöke volt három egymás után uralkodó szultánnak, mert erélyesen tiltakozott a Colombói Ceyloni kormányzónál a félreállított unokaöccse érdekében. 
Maléból Samszudín írásban kérte, hogy a nagybácsija térjen vissza, és foglalja el a miniszterelnöki széket. Ebben az időben Hádzsí Imádudín, az elhunyt Núradín szultán unokaöccse, aki majd két hónappal később elragadja a trónt, vezette az országot. Ibrahim Didi és néhány más minisztertanácstag (akik nem is sejtették, hogy az elkövetkező évtized milyen kegyetlen lesz) arra ösztönözték Hádzsí Imádudínt, hogy ragadja el a trónt a fiatal szultántól, mivel alábecsülték Mohamed Didi hatalmát unokaöccse Samszudín szultán felett. A koronázás jogalapját egy megtévesztés képezte, amely a nép elégedetlenségére hivatkozott amiatt, hogy a meglévő szultán kiskorú, és nem képes egyedül uralkodni. Ezzel a rendelettel emelték trónra Hádzsí Imádudínt, mint VI. Mohamed Imádudín, és Ibrahim Didi lett a miniszterelnök.
Samszudín 1902-ben jutott ismét hatalomra, egy Maléi forradalom következtében, míg VI. Mohamed Imádudín átmenetileg elhagyta a királyságot, hogy feleségül vegyen egy egyiptomi előkelő családból származó nőt Sharifa Hanimot, aki Abdur Rakman Kami Bey lánya volt, aki Perzsia konzulja volt. III. Mohamed Samszudín teljes koronázási szertartására (amelyben a szultán a Maldív-szigetek kardját ünnepélyesen átveszi) azonban nem került sor 1905. július 27-ig. Az ünnepségen VII. Eduárd királyt Sir John Keene képviselte, a Tiladhunmati-atollt a Kelá-atoll katébja (szigetfőnök) képviselte a királyság északi atolljai lakosainak megbízottjaként, a Hadunmati-atollról Isdhú katébja a királyság déli atolljainak lakosságát képviselte. 
1934. október 2-án letartóztatták és száműzték Fuvamula atollra a trónörökös Henvejru Ganduvaru Manipuluval együtt. A trónörökös ott halt meg.
Ő hagyta jóvá a Maldív-szigetek első alkotmányát 1932. december 22-én.

## Fordítás
Ez a szócikk részben vagy egészben  a   Muhammad Shamsuddeen III című angol Wikipédia-szócikk ezen változatának fordításán alapul.  Az eredeti cikk szerkesztőit annak laptörténete sorolja fel. Ez a jelzés csupán a megfogalmazás eredetét és a szerzői jogokat jelzi, nem szolgál a cikkben szereplő információk forrásmegjelöléseként.